# The God That Never Was
The God That Never Was är Dismembers sjunde studioalbum, utgivet 2006 på Regain Records. En video gjordes till låten "Trail of the Dead". Albumets omslag är skapat av Dan Seagrave. Albumet producerades av bandets trummis Fred Estby, spelades in hösten 2005 och gavs ut året därpå.

## Låtlista
1. "The God That Never Was" - 2:09
2. "Shadows of the Mutilated" - 3:26
3. "Time Heals Nothing" - 3:40
4. "Autopsy" - 3:39
5. "Never Forget, Never Forgive" - 1:44
6. "Trail of the Dead" - 3:14
7. "Phantoms (of the Oath)" - 3:55
8. "Into the Temple of Humiliation" - 4:08
9. "Blood for Paradise" - 2:19
10. "Feel the Darkness" - 3:39
11. "Where No Ghost Is Holy" - 3:40

## Banduppsättning
- Matti Kärki - sång
- David Blomqvist - gitarr, bas
- Martin Persson - gitarr, bas
- Fred Estby - trummor